# Nordfolda
Nordfolda er en fjordarm af Folda i Nordland fylke i Norge. Den største del af fjorden ligger i Steigen, mens den inderste del ligger i Sørfold kommune. Fjorden går i nordøstlig retning fra indløbet ved Hjartøya til Stavnes hvor den fortsætter i sydøstlig retning og skifter navn til Mørsvikfjorden. Samlet er længden 46 kilometer ind til fjordbunden ved Mørsvikbotn.
Der går tre fjordarme fra Nordfolda: Balkjosen i nordlig retning, Brattfjorden i østlig og Vinkfjorden i sydøstlig retning. Mulfjorden er navnet på sundet som går mellem sydsiden af Hjartøya og fastlandet. 
Fylkesvejene 631  og 632 går langs nordvestsiden af fjorden mellem indløbet og ind til Balkjosen. På nordsiden af fjorden er der spredt bebyggelse langs hele fjorden. Den yderste og vestlige del af nordsiden af fjorden kaldes Foldstranda og her gårdene Laukvika, Flekkos, Stamsvika, Håsand, Seglstein, Valle, Breivika, Sandset og Åbornes. Videre ind langs fjorden ligger kirkestedet Nordfold og gårdene Lakså og Alvnes. I nordøst mellem indløbet til Balkjosen og Mørsvikfjorden ligger  gårdene Nøtnes, Bjørsvika og Hopen. På nær en enkelt er de alle uden vejforbindelse. Langs sydsiden af fjorden ligger gårdene Mulen, Slåttvika, Vinkenes, og Stavnes, som også er uden vejforbindelse. Europavej E6 går langs fjordbunden gennem Mørsvikbotn-bygderne. Tidligere blev flere af bebyggelserne langs fjorden betjent af en hurtigbådrute. Før Steigentunnelen blev åbnet var der færgeforbindelse over fjorden mellem Nordfold og Røsvik i Sørfold. Der var også i tidligere tider lokal bådrute på fjorden med blandt andet anløb ved Seglstein, Åbornes og Nordfold.